# ستادلر

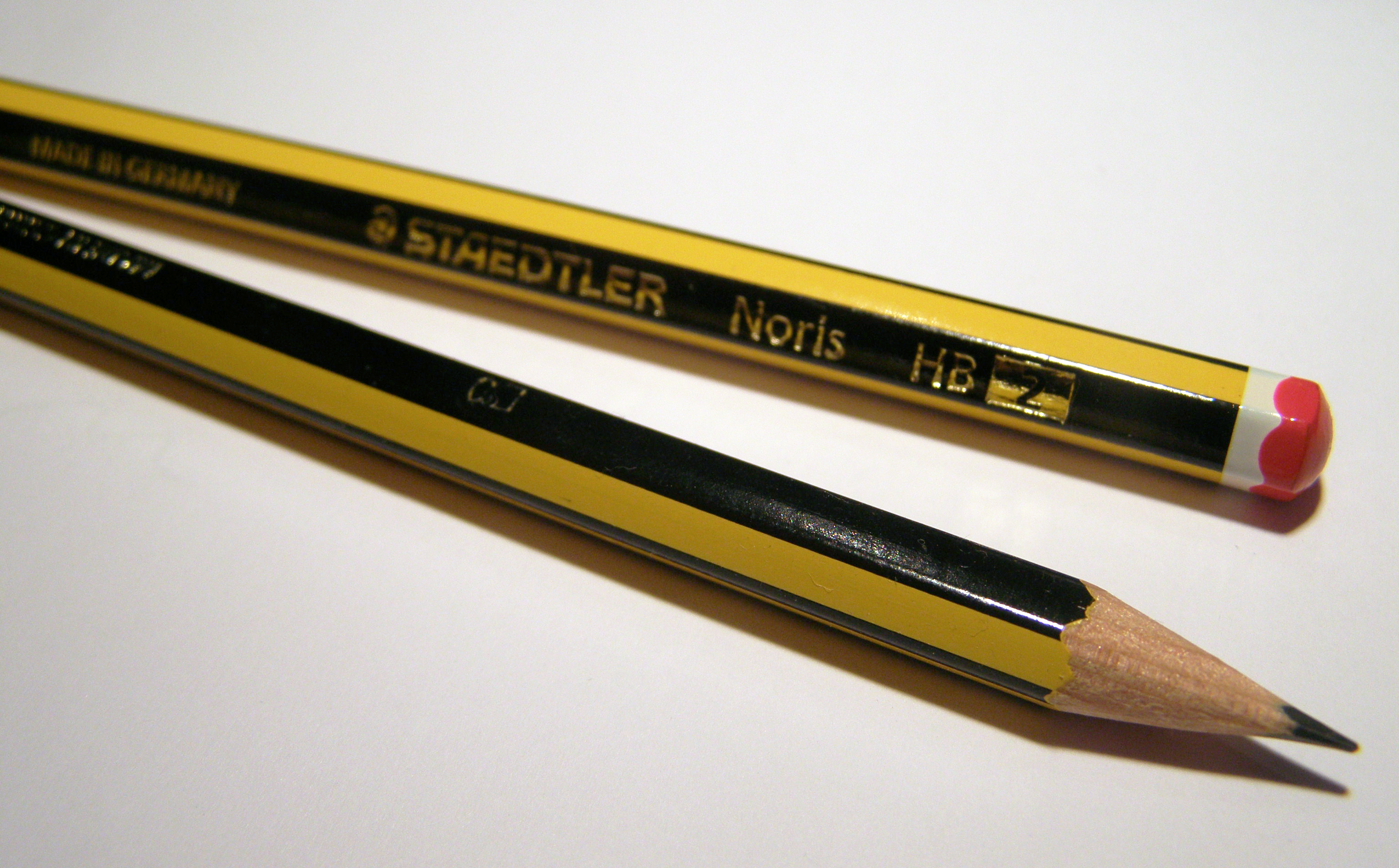
أقلام رصاص ستادلر نوريس «إتش بي»

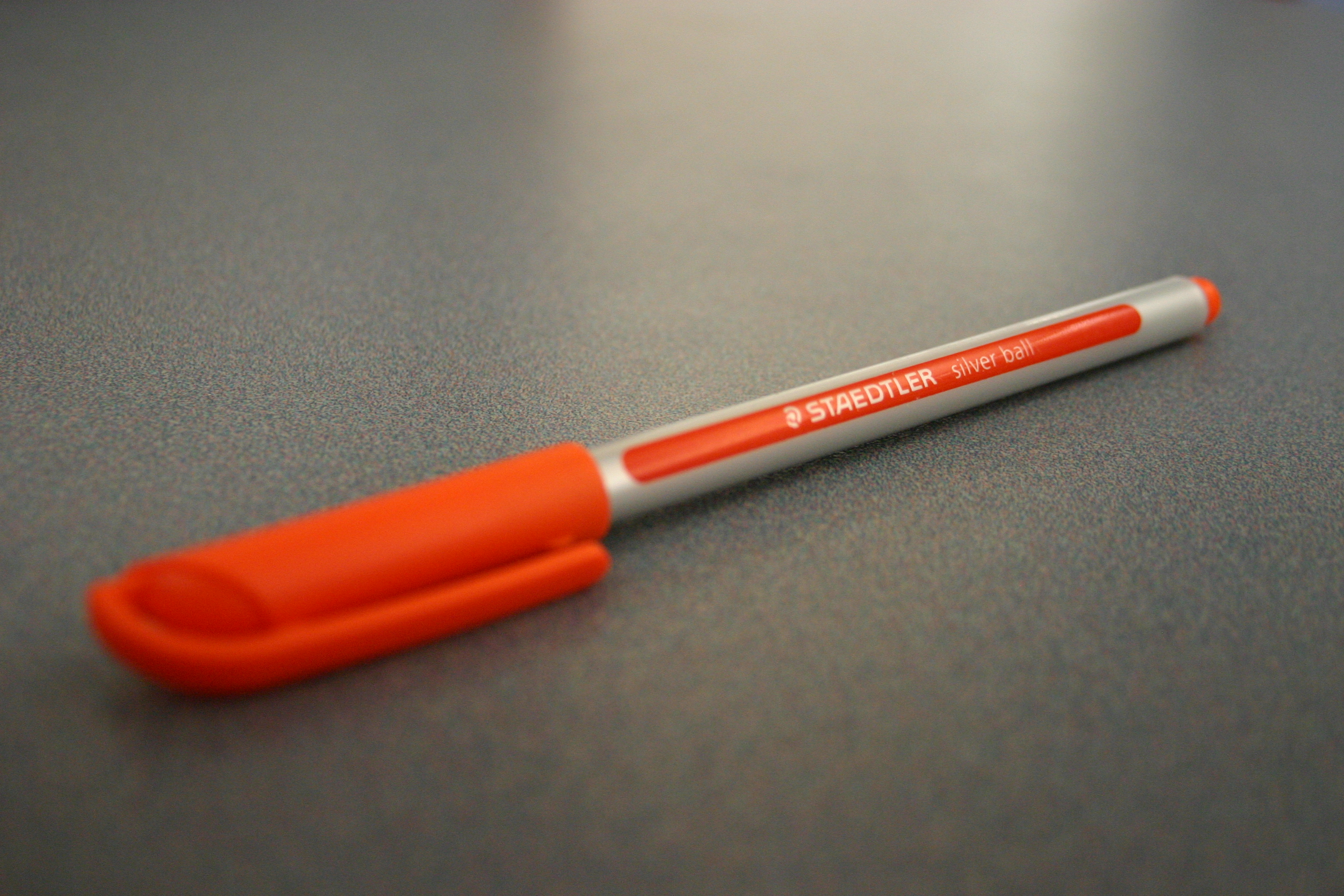
أقلام حبر ستادلر جافة

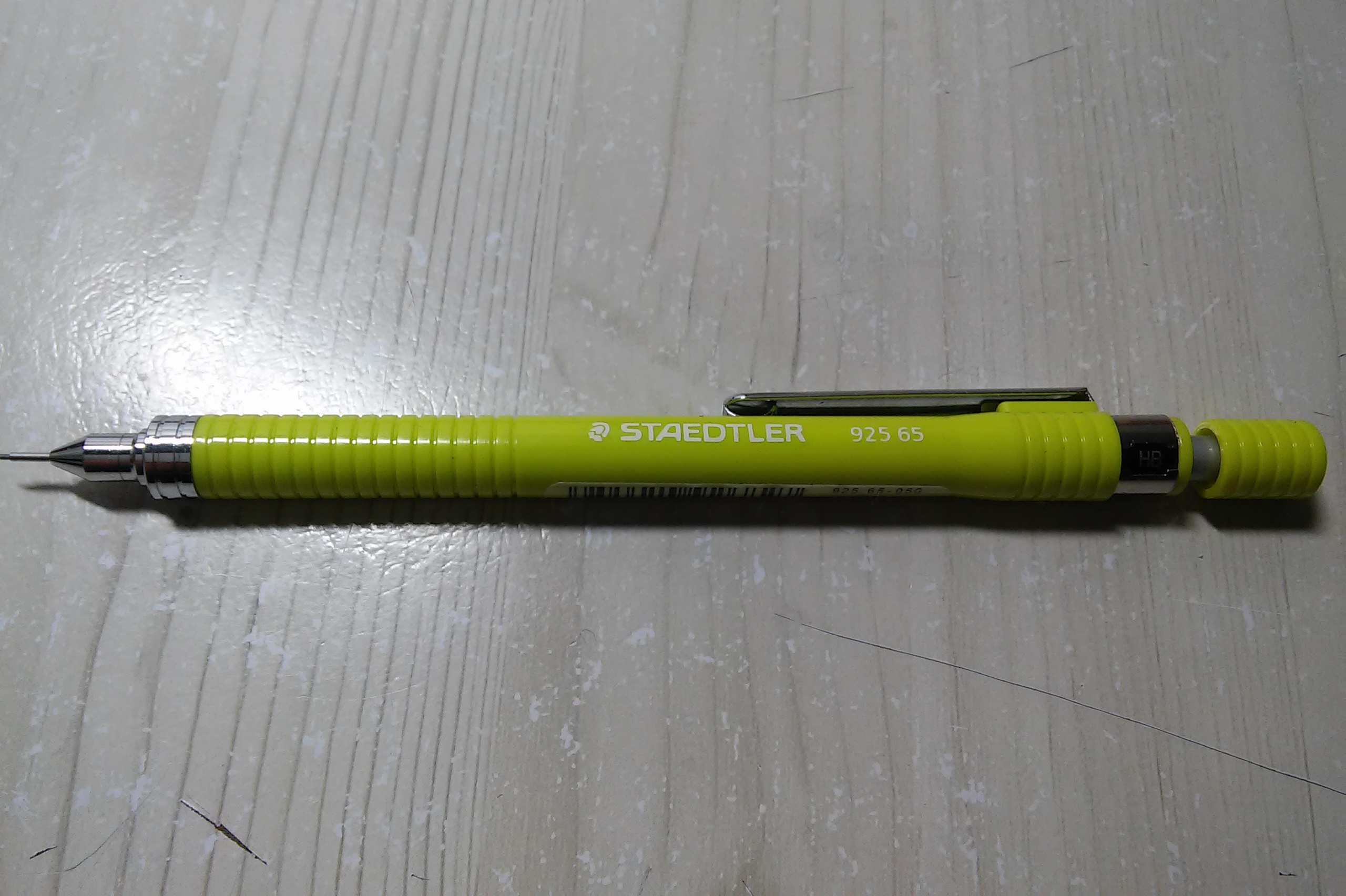
ستادلر 925 65

شركة ستادلر مارس التضامنية المحدودة هي شركة ألمانية متخصصة في أدوات الكتابة، وهي شركة مصنعة وموردة لأدوات الكتابة والفن والرسم الهندسي. تأسست الشركة من قبل ج. س. ستادلر في عام 1835 م وينتج مجموعة كبيرة ومتنوعة من أدوات الكتابة، بما في ذلك أقلام الرصاص وأقلام الرصاص الميكانيكية والأقلام المهنية وأقلام الرصاص الخشبية القياسية. كما أنه ينتج مماح، ومساطر، وبوصلات وغيرها من ملحقات الرسم/الكتابة. يدعي ستادلر أنه أكبر مصنع أوروبي لأقلام الرصاص الخشبية، وأقلام أجهزة العرض العلوية، وطلاءات أقلام الرصاص الميكانيكية، والمماح، وعجائن النمذجة. لدى ستادلر أكثر من 20 شركة فرعية عالمية وسبعة مرافق تصنيع. أكثر من 85 ٪ من الإنتاج يجري في المقر الرئيسي في نورنبرغ، على الرغم من أن بعض منتجاتها مصنوعة في اليابان. إن الخط «نورس» التي تعد من خطوط من أقلام الرصاص شائع للغاية في المدارس البريطانية.

## التاريخ
يرتبط اسم ستادلر Staedtler (منمنمة باسم STÆDTLER) ارتباطًا وثيقًا بتاريخ قلم رصاص نورنبرغ. قبل فترة طويلة من صنع ج. س. ستارلر قلمه في أسوار مدينة نورنبرغ القديمة في عام 1835 م، وكانت عائلة ستادلر تعمل على صنع هذه الآلة اليدوية للأجيال القادمة.
يمكن إرجاع جذور اسم «ستادلر» إلى عام 1662 م، وهو العام الذي أدخلت فيه أول الإشارات إلى فريدريش ستادلر على أنه حِرفي قد صنع قلم رصاص في تاريخ سجلات المدينة. في 3 أكتوبر من عام 1835 م، حصل ج. س. ستادلر على إذن من المجلس البلدي لإنتاج الرصاصات السود والطباشير الحمراء وأقلام الباستيل في مصنعه. وفي عام 1866 م، كان لدى الشركة آنذاك 54 موظفًا حيث كانوا ينتجون حوالي 2,160,000 قلم رصاص سنويًا.
بين 1900 م و1901 م تم إنشاء العلامتين التجاريتين مارس ونوريس. وفي عام 1922 م، تم تأسيس شركة فرعية أمريكية (موجودة في نيويورك)، والتي أعقبتها فرع اليابان بعد أربع سنوات. وفي عام 1937 م تم تغيير الاسم إلى مصنع أقلام رصاص مارس والأقلام السائلة وتم توسيع نطاق المنتج ليشمل أدوات الكتابة الميكانيكية. في عام 1949 م بدأ إنتاج أقلام الحبر الجاف، التي بدأت تستخدم على نطاق واسع بدلاً من أقلام الحبر السائلة (على الرغم من أن ستادلر لا تزال تنتج الأخير حتى الآن).
في عام 1950 م، بدأ تصنيع الأقلام الدافعة (أو أقلام الرصاص الميكانيكية)، وكانت أول قطعة مصنوعة من الخشب. وبعد أربع سنوات، تم تسجيل العلامة التجارية «لوموكولور». وقد تم استخدام هذه العلامة التجارية لتصميم مجموعة واسعة من الأقلام اللبدية. وفي عام 1962 م بدأ إنتاج الأقلام الفنية.
واعتبارًا من عام 2010 م، يتم تسويق كلًا فيمو ومالي وأكواسوفت والعلامات التجارية الأخرى تحت اسم ستادلر. بالإضافة إلى ذلك، احتفلت الشركة بالذكرى الـ 175 لتأسيسها في عام 2010 م.

## المنتجات
يحتوي الرسم البياني التالي على جميع خطوط إنتاج ستادلر. ويتم تصنيع منتجات ستادلر في كل من ألمانيا وبريطانيا واليابان وأستراليا وإندونيسيا وفي غيرها من البدان.
| الفئة           | مجموعة المنتجات                                                                   |
| --------------- | --------------------------------------------------------------------------------- |
| الأقلام اللبدية | أقلام لبدية دائمة وغير دائمة، محطات تعبئة، أحبار إعادة الملئ.                     |
| العجائن         | عجينة مبلمرات، عجائن صناعية، مستلزمات.                                            |
| أقلام           | أقلام حبر سائلة، أقلام حبر جافة، أقلام رولربال، أقلام رقمية، أقلام فنية.          |
| أقلام رصاص      | أقلام رصاص، أقلام رصاص ميكانيكية، مماح، مبار.                                     |
| مستلزمات        | فراجير، لوحات رسم، نقوش، تحريفات ومراسيم دائرية، مساطر، مربعات، أصماغ قوية، مقصات |
| الفنون والحرف   | أقلام رصاص ملونة، باستيلات زيتية، طباشير، أوراق الرق                              |

## الجوائز
التزمت ستادلر بتقديم منتجات مبتكرة وقد فازت بالجوائز نتيجة لذلك. في الآونة الأخيرة، فازت أقلام رصاص الجرافيت «ووبكس» (صمم من قبل مصممي «تيمز» TEAMS) وخط «تريبلس» بجوائز.
2008 م
- جائزة النقطة الحمراء، لأقلام لوموكولور البلدية الجافة «ووبكس».[5]

2009 م
- المركب الحيوي لهذه السنة، لأقلام رصاص الجرافيت «ووبكس».[6]
- جائزة تصميم «آي إس إتش بلس»، لأقلام رصاص الجرافيت «ووبكس».[7]
- جائزة النقطة الحمراء، لأقلام رصاص «ترايبلس 776» الميكانيكية.[8]

2011 م
- جائزة النقطة الحمراء، أقلام «ترايبلس 426» الجافة.[9]

## الشعارات
منذ عام 1908 م، كان هناك ثمانية شعارات مختلفة لستالدر. تم استخدام أول شعار للشركة من عام 1908 م إلى عام 1912 م، والثاني من عام 1912 م إلى عام 1925 م، والثالث من عام 1925 م إلى عام 1952 م، والرابع من عام 1952 م إلى عام 1957 م، والخامس من عام 1957 م إلى عام 1963 م، والسادس من عام 1963 م إلى عام 1973 م، والسابع من عام 1973 م حتى عام 2001 م، وقد تم استخدام الشعار الثامن والحالي منذ عام 2001 م. وعلى نحو غير عادي بالنسبة لكتابة الأدوات، كانت الحروف موجهة للقبضة اليسرى حتى عام 2005 م تقريبًا.

## معرض صور

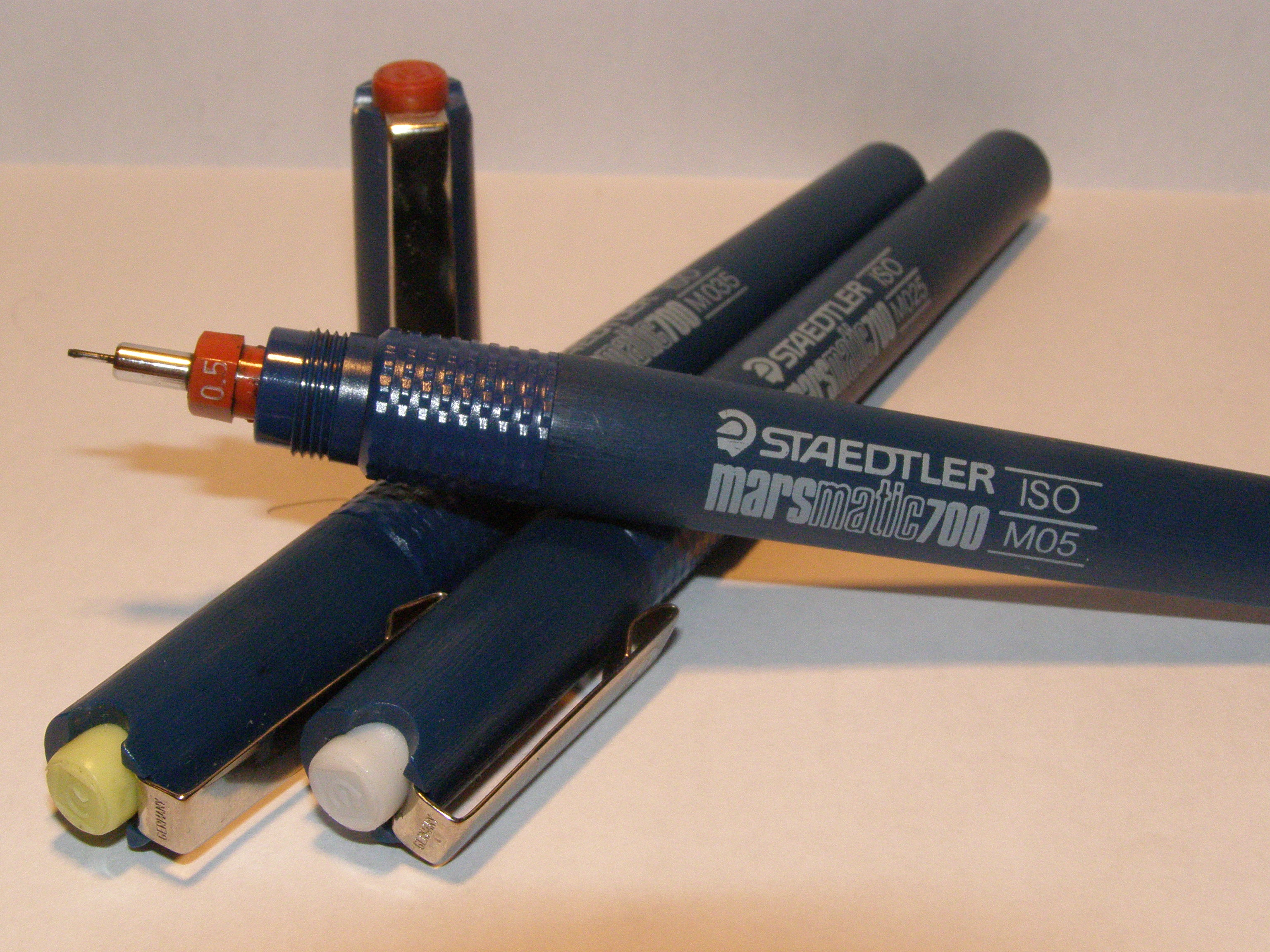
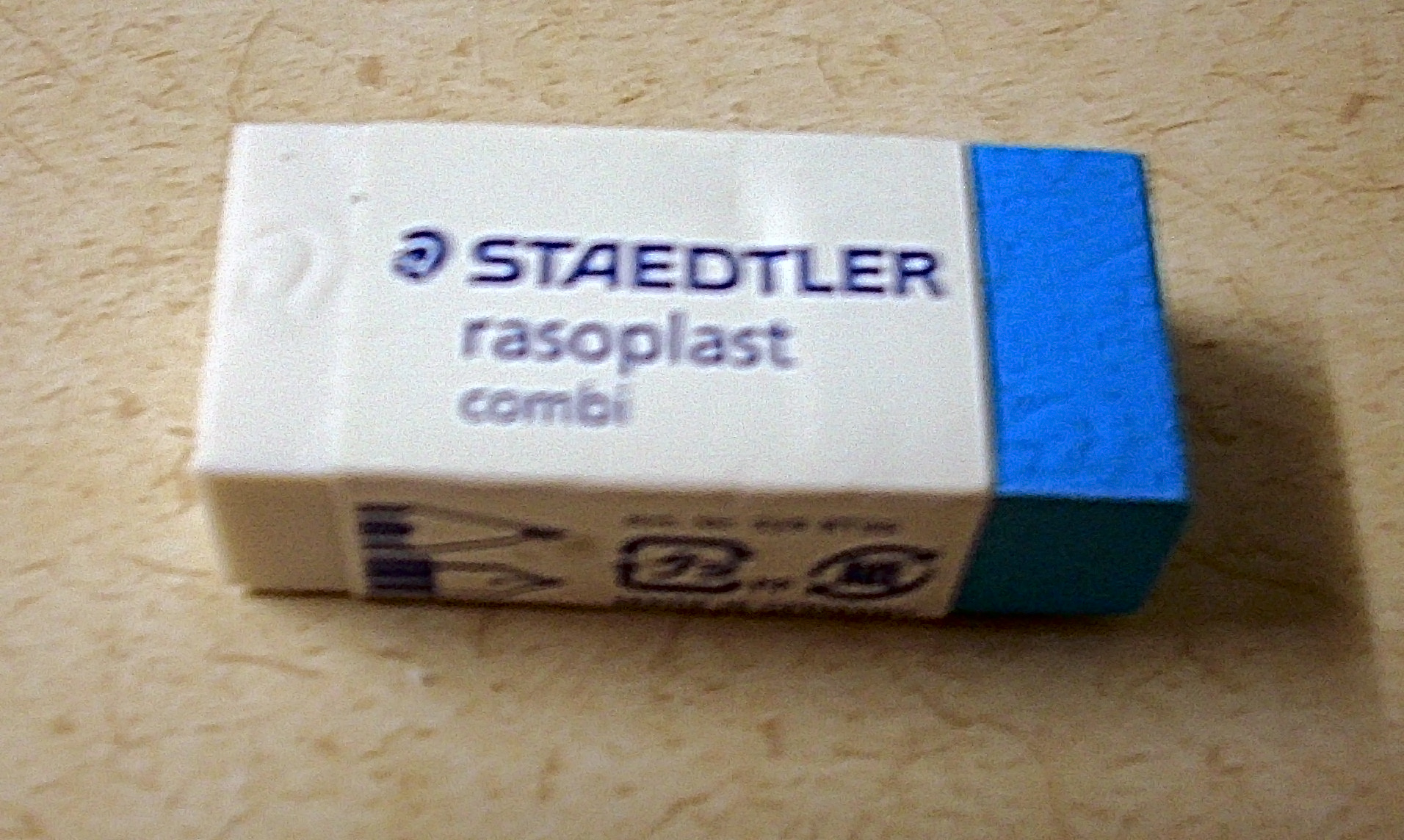
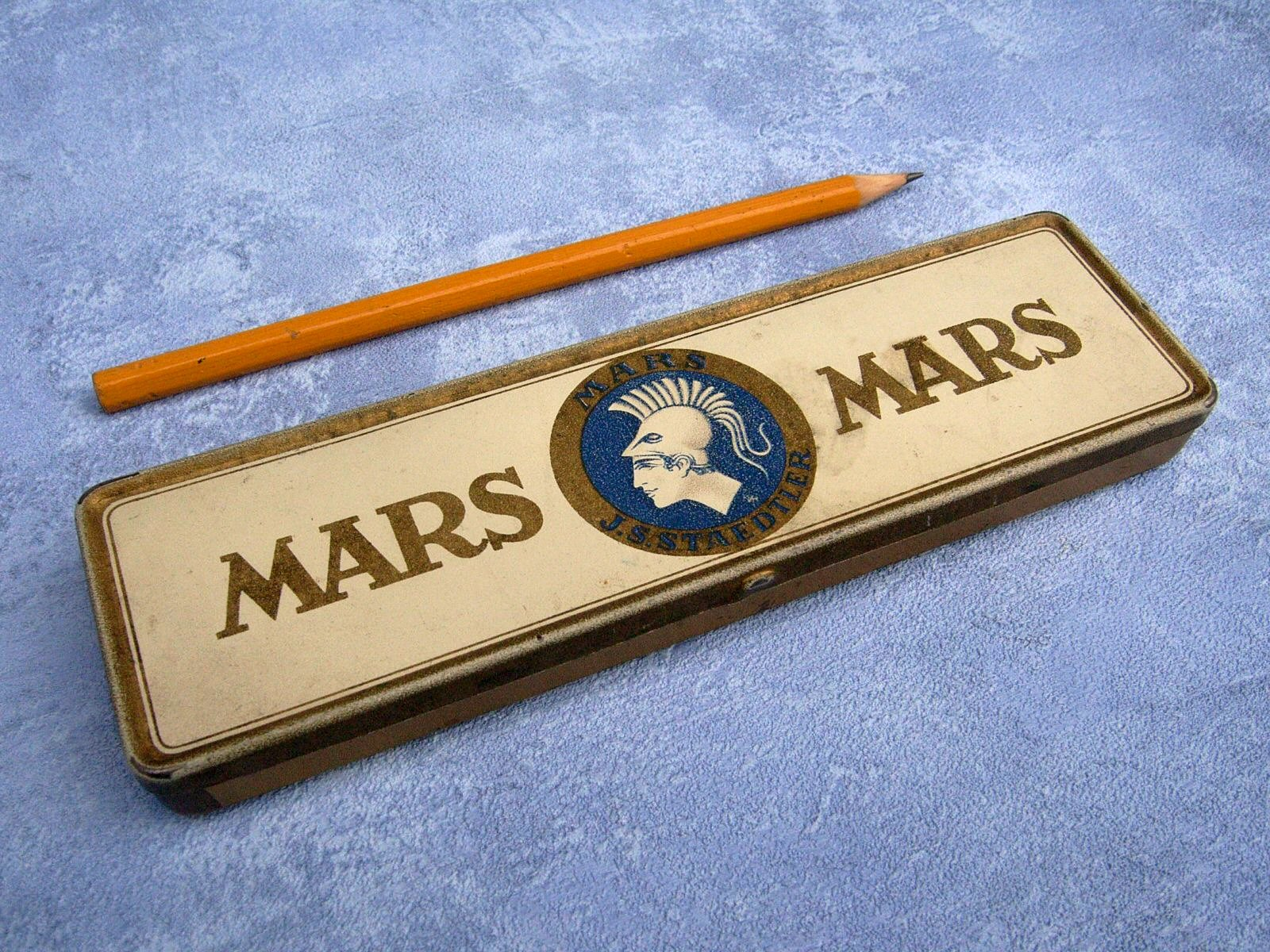
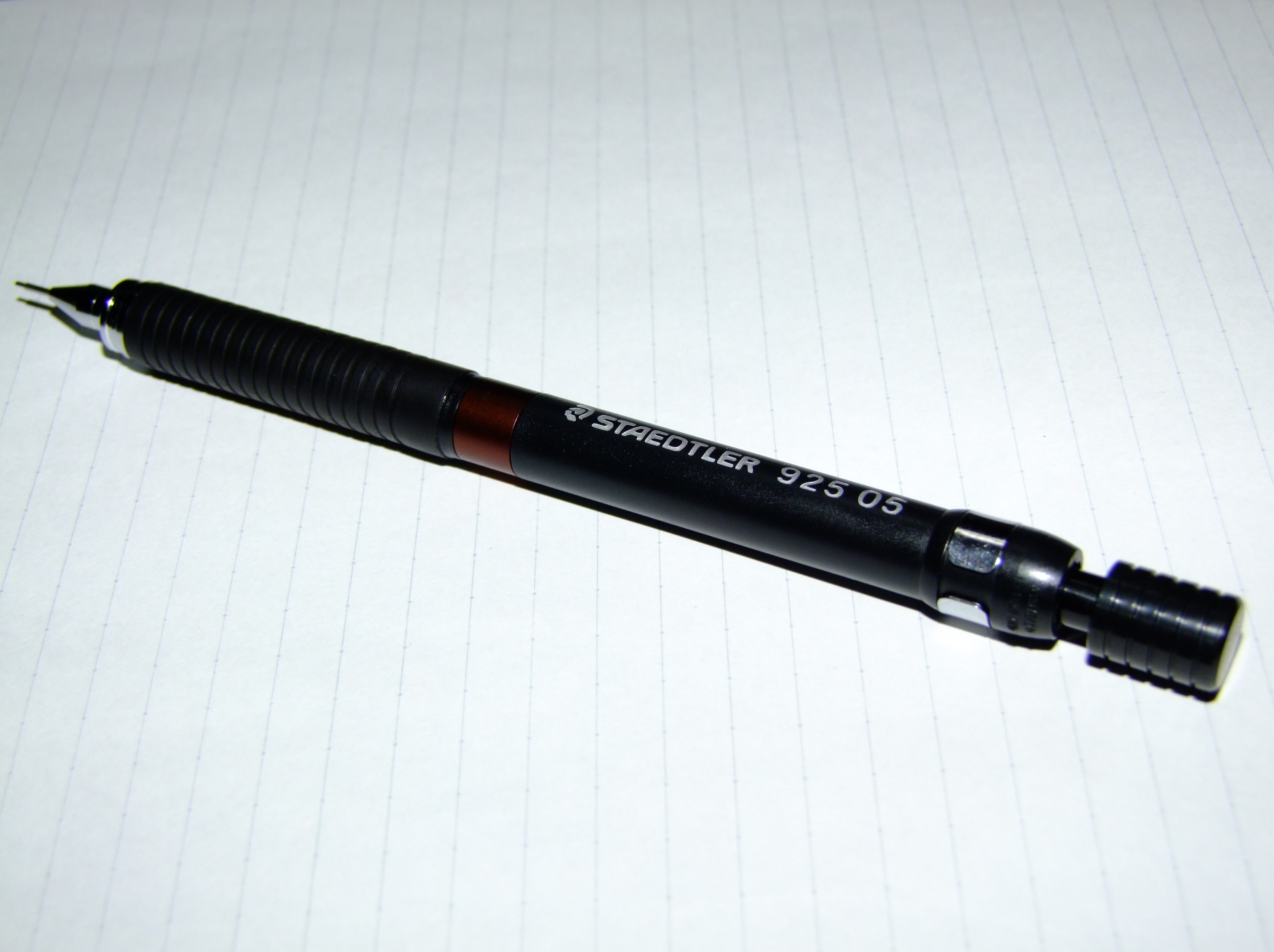